# Limnodrilus claparedeanus
Limnodrilus claparedeanus är en ringmaskart som beskrevs av Ulrich Ratzel 1868. Limnodrilus claparedeanus ingår i släktet Limnodrilus, och familjen glattmaskar. Arten är reproducerande i Sverige.